# Niasana javana
Niasana javana är en fjärilsart som beskrevs av Walter Karl Johann Roepke 1937. Niasana javana ingår i släktet Niasana och familjen björnspinnare. Inga underarter finns listade i Catalogue of Life.